# فهرست بازیکنان باشگاه فوتبال استقلال تهران

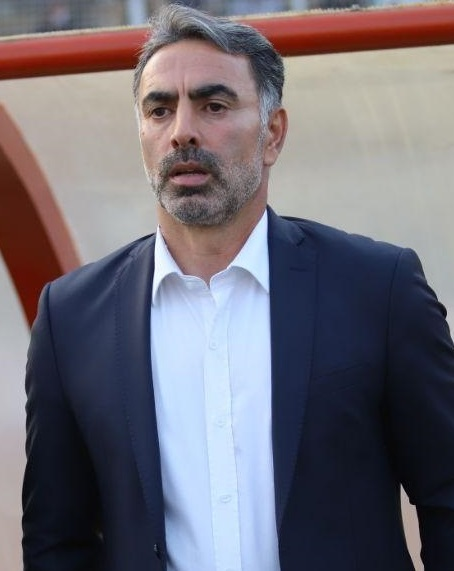
محمود فکری کاپیتان اسبق استقلال در کسوت سرمربی

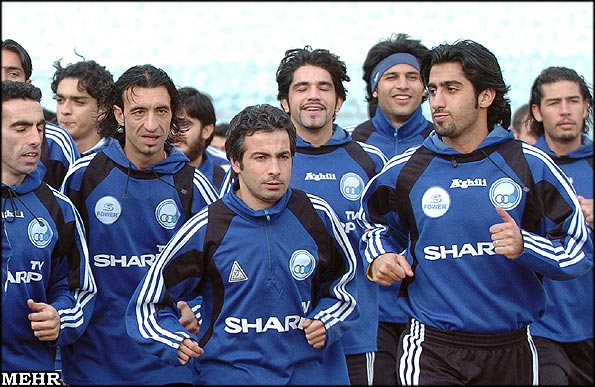
۱۲ نفراز بازیکنان سابق استقلال از جمله : کاظمی، فرزاد مجیدی، قربانی، اکبرپور، عنایتی و فکری

باشگاه فوتبال استقلال تهران یک باشگاه حرفه‌ای فوتبال از شهر تهران است که در لیگ برتر و جام حذفی ایران شرکت می‌کند. این باشگاه در ۴ مهر ۱۳۲۴ با نام اولیه کلوب دوچرخه‌سواران تأسیس شد و سپس نامش را به تاج تغییر داد. این باشگاه تا اوائل دهه ۱۳۵۰ در جام باشگاه‌ها و حذفی تهران شرکت می‌کرد. در سال ۱۳۴۹ تاج موفق به فتح جام منطقه‌ای ایران و جام باشگاه‌های آسیا شد با تشکیل جام سراسری تخت جمشید در سال ۱۳۵۲ که این باشگاه از اعضای تشکیل دهنده‌اش نیز بود این تیم در این جام شرکت کرد و یک بار هم موفق به فتح این جام شد. در اواخر دهه ۱۳۵۰ و به دلیل پیروزی انقلاب ایران و سپس جنگ ایران و عراق در ایران لیگ سراسری برگزار نشد و استقلال (نام باشگاه بعد از پیروزی انقلاب) مجدداً در مسابقات جام باشگاه‌ها و حذفی تهران شرکت کرد. با پایان جنگ و برگزاری مجدد لیگ سراسری در ایران، استقلال فاتح لیگ قدس شد. سپس به عنوان نماینده ایران در جام باشگاه‌های آسیا شرکت کرد و قهرمان آسیا شد. از ابتدای دهه ۱۳۷۰ و با تأسیس جام آزادگان استقلال نیز در این جام شرکت کرد و سپس با تأسیس لیگ حرفه‌ای فوتبال ایران در ۱۳۸۰ استقلال سه بار موفق به کسب عنوان قهرمانی در این لیگ شد.
تا کنون ۶۸ بازیکن توانسته‌اند بیش از ۱۰۰ بار با پیراهن استقلال در مسابقات رسمی حاضر شوند. علی جباری نخستین بازیکنی بود که توانست بیش از ۱۰۰ مرتبه پیراهن استقلال را بر تن کند. از میان این ۶۷ بازیکن محمود فکری با ۳۴۵ بازی، بیشترین بازی را برای باشگاه استقلال انجام داده‌است. فکری در هفتم خرداد سال ۱۳۷۲برای اولین بار با پیراهن استقلال به میدان رفت و ۱۴ سال بعد در هفتم خرداد سال ۱۳۸۶ در برابر تیم پاس تهران نیز برای آخرین بار پیراهن این تیم را بر تن کرد. پژمان منتظری، امیرحسین صادقی ، جواد زرینچه و خسرو حیدری چهار بازیکن دیگری هستند که بیش از ۳۰۰ حضور در ترکیب استقلال داشته‌اند.

## پیشینه

علی جباری نخستین بازیکنی که توانست بیش از ۱۰۰ بار در ترکیب تاج حاضر شود

از میان بازیکنان تیم تاج در سال‌های نخست و تا پیش از آغاز دهه ۱۳۵۰ خورشیدی هیچ بازیکنی نتوانست از مرز صد حضور در ترکیب این تیم گذر کند. در سال‌های نخست و در دهه‌های ۱۳۲۰ تا ۱۳۴۰ تاج تنها در مسابقات لیگ فوتبال و جام حذفی تهران شرکت می‌کرد، بازی‌های لیگ فوتبال تهران با تعداد تیم‌های کمی برگزار می‌شد و فصل‌های فراوانی همچون ۱۳۳۰، ۱۳۳۱، ۱۳۳۲ و... مسابقات با حضور کمتر از ۱۰ تیم برگزار می‌شد و همچنین این مسابقات با وجود دوره‌ای بودن رفت و برگشتی نبودند و تنها یک بازی میان دو تیم همشهری برگزار می‌شد. بدین ترتیب تا سال‌ها بازیکنان تیم تاج حتی با وجود حضور در ترکیب این تیم برای فصل‌های فراوان باز هم هیچ‌کدام‌شان نتوانستند بیش از صد بار در ترکیب تاج به میدان بروند.
از اواخر دهه ۱۳۴۰ و با گسترش فوتبال در ایران شرایط کم‌کم تغییر کرد، تعداد تیم‌های حاضر در لیگ تهران بیشتر شد، لیگ سراسری در ایران پایه‌گذاری شد، تیم‌های ایرانی در رقابت‌های آسیایی حاضر شدند و حتی جام حذفی نیز برگزار شد. بدین ترتیب علی جباری که از ابتدای فصل ۱۳۴۴ به تاج پیوسته بود توانست تبدیل به نخستین بازیکنی شود که بیش از صد بار در ترکیب تاج به میدان رفت. جباری طی ده سال حضور بی‌وقفه در ترکیب تاج در پایان فصل ۱۳۵۴ با ۱۸۳ بازی رکورددار حضور در ترکیب تاج شد. بعد از جباری چند بازیکن دیگری که در دهه ۱۳۴۰ خورشیدی به تاج پیوسته بودند نیز توانستند از مرز صد حضور در مسابقات رسمی عبور کنند: عزت جانملکی، ناصر حجازی، منصور پورحیدری، کارو حقوردیان، جواد قراب، غلامحسین مظلومی، اکبر کارگرجم و مسعود مژدهی سایر این بازیکنان بودند تا در مجموع ۹ نفر از بازیکنانی که در دهه ۱۳۴۰ به ترکیب تاج پیوسته بودند بتوانند بیش از صد بازی در ترکیب این تیم داشته باشند. در این میان کارگرجم دفاع تیم تاج در ۱۶۰ بازی‌اش در ترکیب این تیم تنها یک گل به ثمر رساند: گل پیروزی‌بخش در دیدار فینال جام منطقه‌ای ایران ۱۳۴۹ که باعث قهرمانی تاج در نخستین لیگ سراسری ایران شد. ۹ تن از بازیکنانی که در دهه ۱۳۵۰ خورشیدی به تاج پیوسته بودند نیز توانستند بیش از صد بازی در ترکیب تاج انجام دهند.
از بین بازیکنانی که در دهه ۱۳۶۰ به ترکیب استقلال پیوستند دوازده بازیکن توانستند بیش از صد بار برای این تیم در مسابقات رسمی حاضر شوند. این آمار در شرایطی به دست آمد که در دهه ۱۳۶۰ مسابقات سراسری در ایران برگزار نشد و استقلال تنها در بازی‌های لیگ تهران داشت. جام حذفی نیز در نیمه دوم دهه ۱۳۶۰ و به شکل نامنظم و محدودی برگزار شد و برگزاری مسابقات آسیایی نیز تنها در سال‌های پایانی این دهه از سر گرفته شد. و در این میان صادق ورمزیار که در ابتدای فصل ۱۳۶۳ به استقلال پیوسته بود نخستین بازیکنی شد که بیش از دویست بازی برای استقلال انجام داد. جواد زرینچه نیز که در دهه ۱۳۶۰ و از ابتدای فصل ۱۳۶۷ به استقلال پیوسته بود تا پایان حضورش در ترکیب این تیم در فصل ۸۳–۱۳۸۲ توانست حتی از مرز سیصد حضور نیز گذر کند. این رکورد در حالی حاصل که زرینچه چند فصل نیز در ترکیب استقلال غایب بود. در کنار زرینچه و ورمزیار رضا حسن‌زاده دفاع وسط این تیم هم توانست از مرز بیش از دویست بازی در ترکیب استقلال عبور کند.
با آغاز دهه ۱۳۷۰ و برگزاری تا حدی منظم جام آزادگان و جام حذفی و گسترش مسابقات قاره‌ای بازیکنان بیشتری شانس آن را یافتند که بیش از صد مرتبه در ترکیب استقلال به میدان بروند: هجده بازیکن از بازیکنانی که در این دهه به تیم استقلال پیوستند بیش از صد بازی در ترکیب این تیم انجام دادند از جمله محمود فکری که در دوازده فصل حضورش در ترکیب استقلال توانست به رکورد ۳۴۵ بازی برسد تا در این زمینه رکوردار شود. رکوردی که همچنان هم پا برجاست و هیچ یک از دیگر بازیکنان استقلال توانسته‌اند بیش از فکری در ترکیب استقلال حاضر باشند.
از میان بازیکنانی که در دهه ۱۳۸۰ به ترکیب استقلال پیوستند ۱۵ بازیکن توانستند از مرز ۱۰۰ بازی با پیراهن آبی استقلال گذر کنند و از میان این بازیکن‌ها ۲ بازیکن،  امیرحسین صادقی و پژمان منتظری حتی از مرز ۳۰۰ بازی نیز گذشتند.
در دهه ۱۳۹۰ تنها ۵ بازیکن توانستند به جمع باشگاه صدتایی‌های استقلال بپیوندند. تغییرات فراوان در ترکیب استقلال در این دهه عامل این کاهش محسوس نسبت به دو دهه قبلی بود.

### بازیکنان با شماره پیراهن‌های ماندگار
| شماره | نام              | پست بازی  | شماره | نام              | پست بازی  |
| ----- | ---------------- | --------- | ----- | ---------------- | --------- |
| ۱     | ناصر حجازی       | دروازه‌بان | ۱     | سید مهدی رحمتی   | دروازه‌بان |
| ۲     | منصور پورحیدری   | مدافع     | ۲     | جواد زرینچه      | مدافع     |
| ۲     | خسرو حیدری       | مدافع     | ۳     | عزت جانملکی      | مدافع     |
| ۳     | صادق ورمزیار     | مدافع     | ۴     | اکبر کارگرجم     | مدافع     |
| ۴     | رضا حسن‌زاده      | مدافع     | ۵     | عارف قلی‌زاده     | مدافع     |
| ۵     | نصرالله عبداللهی | مدافع     | ۵     | شاهین بیانی      | مدافع     |
| ۶     | بهتاش فریبا      | هافبک     | ۶     | محمود فکری       | هافبک     |
| ۷     | مجید نامجومطلق   | هافبک     | ۷     | فرهاد مجیدی      | هافبک     |
| ۸     | علی جباری        | هافبک     | ۸     | امیر قلعه‌نویی    | هافبک     |
| ۸     | مجتبی جباری      | هافبک     | ۹     | غلامحسین مظلومی  | مهاجم     |
| ۹     | علی سامره        | مدافع     | ۹     | آرش برهانی       | مهاجم     |
| ۱۰    | حسن روشن         | مهاجم     | ۱۰    | شاهرخ بیانی      | مهاجم     |
| ۱۰    | علیرضا منصوریان  | مهاجم     | ۱۱    | محمدرضا عادلخانی | مهاجم     |
| ۱۱    | رضا عنایتی       | مهاجم     |       |                  |           |

## راهنما
| - این فهرست بر اساس نخستین حضور بازیکنان در ترکیب تیم و در صورت لزوم حروف الفبا مرتب شده است. - تعداد حضور شامل مسابقه‌هایی است که بازیکن‌ها به صورت تعویضی وارد زمین شده‌اند نیز می‌شود. - برای شمارش تعداد حضورها و گل‌ها تنها مسابقاتی که در چارچوب لیگ فوتبال ایران، لیگ فوتبال تهران، سوپرجام فوتبال تهران، جام حذفی فوتبال ایران، جام حذفی فوتبال تهران و رقابت‌های آسیایی یعنی لیگ قهرمانان آسیا و جام برندگان جام آسیا منظور شده‌اند و حضور در جام‌های دوستانه و بازی‌های تدارکاتی در این فهرست ثبت نشده‌اند. | - فصل‌های حضور نشان‌گر فصل‌های اولین و آخرین حضور هر بازیکن است. - بازیکنانی که نام‌هایشان به صورت برجسته نوشته شده‌اند هم اکنون نیز در ترکیب استقلال حضور دارند. - نشان‌گر آن است که دوران فصل‌های حضور بی‌وقفه و بدون حضور در تیم‌های دیگر بوده است. - نشان‌گر آن است که در تمام دوران حرفه‌ای‌اش در استقلال حضور داشته. - نشان‌گر آن است که با پیراهن استقلال از فوتبال خداحافظی کرد. |

## فهرست

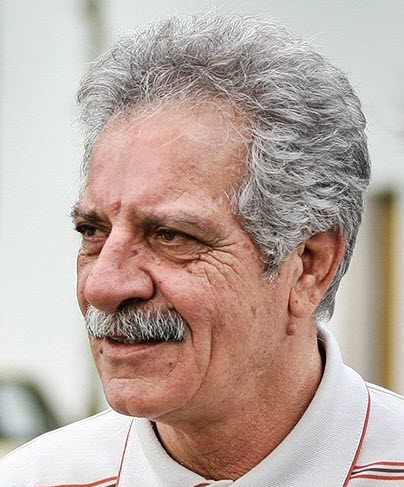
منصور پورحیدری در ۱۴۱ مسابقه در ترکیب تاج حاضر بود و بعد از خداحافظی از فوتبال در پست‌های دیگر همچون مربی، سرمربی، عضو هیئت مدیره و سرپرست در کنار تیم استقلال بود.

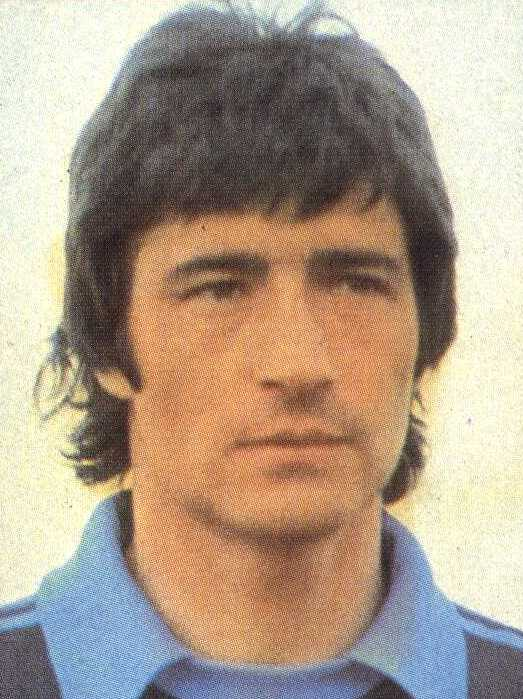
ناصر حجازی از ۱۳۴۸ تا ۱۳۶۵ در ترکیب استقلال حاضر بود و در زمان آخرین بازی‌اش در ۱۳۶۵ آخرین بازمانده از ترکیب تیم قهرمان آسیا در ۱۹۷۰ بود.

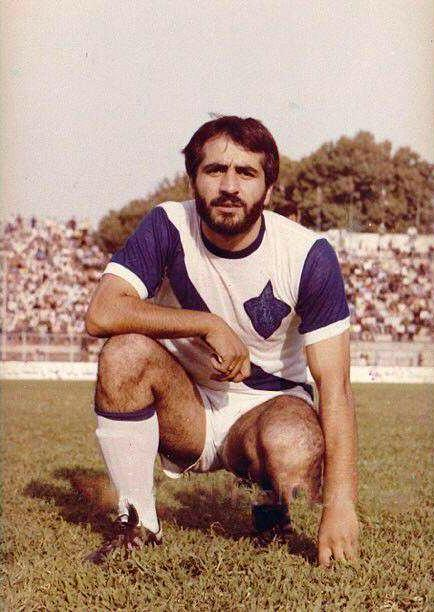
اصغر حاجیلو در تمام دوران بازی‌اش تنها در ترکیب استقلال حضور یافت و هیچگاه پیراهن تیم دیگری را بر تن نکرد.

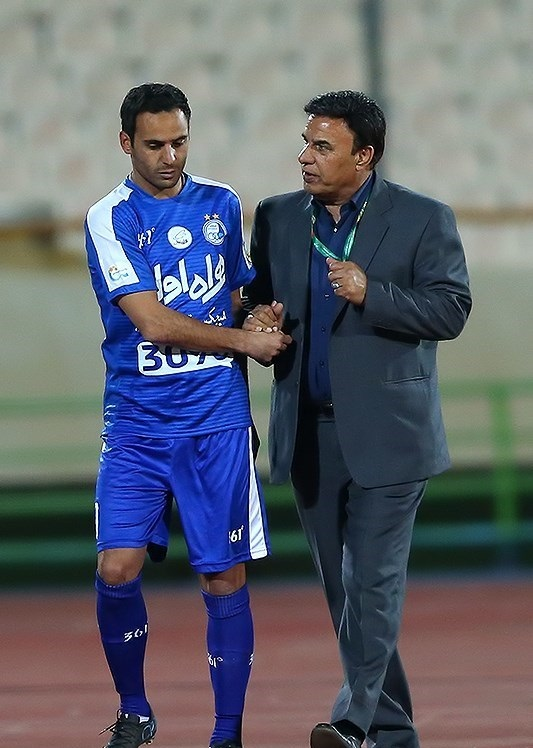
سمت چپ آرش برهانی در ۲۴۹ مسابقه برای استقلال ۱۰۷ گل به ثمر رساند و بهترین گلزن تاریخ این باشگاه شد، سمت راست پرویز مظلومی یکی دیگر از بازیکنانی که بیش از ۱۰۰ بازی برای استقلال انجام داد و مربی این تیم نیز شد.

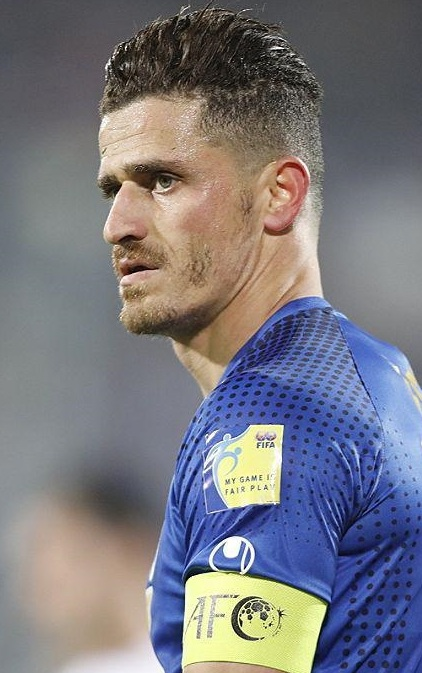
وریا غفوری کاپیتان سابق استقلال و یکی از جدیدترین بازیکنانی که بیش از ۱۰۰ بار در ترکیب استقلال حاضر بوده

## منبع
- احمدی، سید علی اکبر، (۱۳۸۸)، استقلال تاریخچه کامل باشگاه از دوچرخه‌سواران و تاج تا استقلال (دو جلد)، پایگان، شابک ‎۹۷۸-۶۰۰-۵۰۹۶-۵۷-۶